# Herb Ciechocinka
Herb Ciechocinka – jeden z symboli miasta Ciechocinek w postaci herbu, który został ustanowiony przez Radę Miejską 27 października 2017 r.

## Wygląd i symbolika
Herb przedstawia w błękitnym polu herbowym wizerunek srebrnej tężni od frontu, z wiatrakiem na jej szczycie.
Symbolika herbu nawiązuje do uzdrowiskowego charakteru miasta. Stanowi on także element flagi gminy.

## Historia
W latach 2003–2017 herb Ciechocinka stanowił w błękitnym polu wizerunek tężni srebrnej z wiatrakiem widzianych od strony szczytowej.
Wcześniejszy herb przedstawiał w polu błękitnym czarną tężnię z wiatrakiem od frontu.

Herb Ciechocinka w latach 2003-2017
Herb Ciechocinka przed rokiem 2003
Herb na fladze Ciechocinka